# Белич, Ваня
Ваня Белич (хорв. Vanja Belić, родился 28 июня 1983 в Загребе) — хорватский хоккеист, вратарь. Старший брат Саши Белича — также хоккеиста.

## Карьера

### Клубная
Воспитанник хоккейного клуба «Загреб», где начинал свою карьеру в сезоне 2000/2001 и провёл там пять лет. С 2005 по 2009 годы выступал за загребскую «Младост» в Словенской хоккейной лиге и чемпионате Хорватии, выиграв чемпионат Хорватии в 2008 году. В сезоне 2009/2010 года играл за «Медвешчак» в Австрийской хоккейной лиге, сыграл там только 4 матча. Позднее перешёл во вторую команду в Слохоккей-Лиге и выиграл ещё дважды чемпионат Хорватии. С сезона 2010/2011 играет за «Загреб».

### В сборной
В сборной до 18 лет дебютировал на чемпионате мира 2001 года, в составе молодёжной сборной играл на чемпионатах мира 2002 и 2003 годов. В основной сборной дебютировал в 2003 году, затем с 2005 по 2010 годы призывался в основную сборную на чемпионаты мира.

## Достижения
- Чемпион Хорватии: 2008, 2010, 2011
- Победитель Второго дивизиона чемпионата мира по хоккею с шайбой: 2005, 2007
- Лучший вратарь чемпионата мира 2007 года во втором дивизионе A
- Лучший вратарь чемпионата мира 2008 года в первом дивизионе B